# Lewis and Clark National Forest

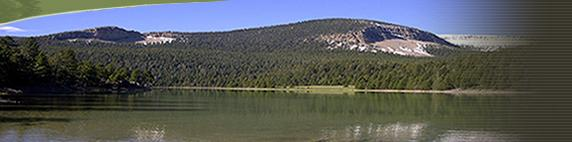
Lewis and Clark National Forest

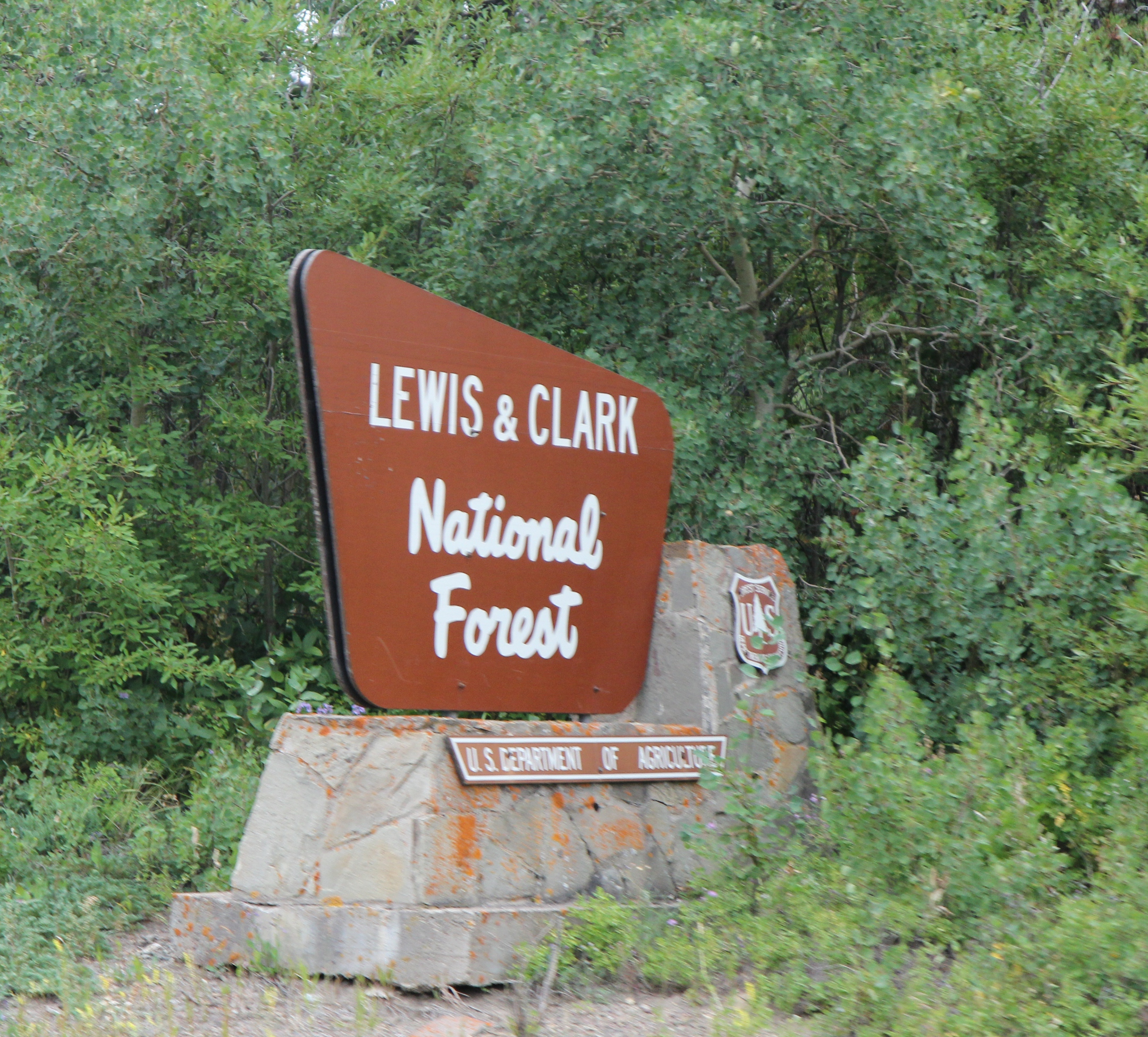
Schild vom Lewis and Clark National Forest

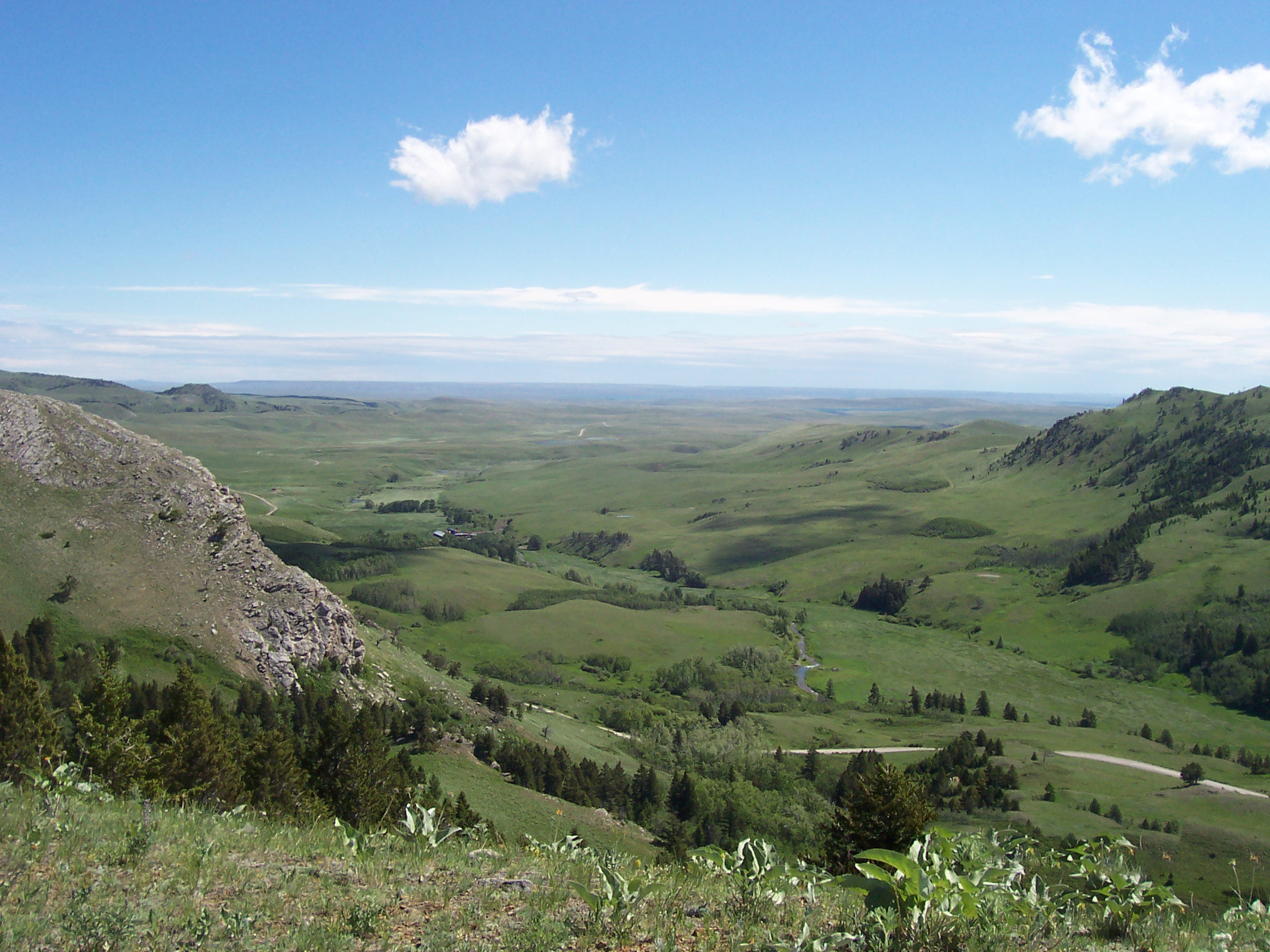
Outtotheprairie im Lewis and Clark National Forest

Der Lewis and Clark National Forest (deutsch Lewis-und-Clark-Nationalforst) liegt im westlichen Teil des US-Bundesstaates Montana. Der National Forest bedeckt eine Fläche von rund 7300 km². Der Lewis and Clark National Forest hat Flächen in den 13 Counties (Kreisen) Lewis and Clark County, Meagher County, Judith Basin County, Teton County (Montana), Cascade County, Pondera County, Fergus County, Wheatland County (Montana), Chouteau County, Glacier County, Golden Valley County (Montana), Sweet Grass County und Park County (Montana). Der United States Forest Service betreut das Gebiet.

## Lewis and Clark National Forest Nutzung und Verwaltung
Der Lewis and Clark National Forest wird als zwei getrennte Zonen verwaltet. Die östliche Bereich Jefferson Division ist eine Mischung aus Gras- und Buschland mit inselartigen Waldgebieten. Hier ist das Offenland an lokale Viehzüchter verpachtet und im Wald wird normale Forstwirtschaft betrieben. Die westliche Rocky Mountain Division Bereich, mit der Kontinentalscheide, wird hauptsächlich zur Erhaltung der Natur bewirtschaftet. Ein Großteil des Landes wurde als Wildnis ausgewiesen. Das Hauptquartier vom Lewis and Clark National Forest befindet sich in Great Falls  (Montana). Lokale Bezirksbüros der National Park Service Ranger wurden in Choteau, Harlowton, Neihart, Stanford (Montana) und White Sulphur Springs (Montana) untergebracht.

## Geschichte
Das Gebiet wurde am 22. Februar 1897 als Lewis and Clarke Forest Reserve ausgewiesen und stand unter der Kontrolle vom US General Land Office. Am 9. Juni 1903 wurde das Flathead Forest Reserve zum Reserve hinzugefügt. 1906 wurde es zur Betreuung dem United States Forest Service übergeben und zum National Forest. 1907 wurde der Name in Lewis and Clark National Forest geändert und weitere Flächen hinzugefügt. Das Waldgebiet erhielt seinen Namen in Anlehnung an die Lewis-und-Clark-Expedition. 1932 wurde der ganze Jefferson National Forest zum Lewis and Clark National Forest dazu gefügt. 1945 kam auch ein Teil des Absaroka National Forest Teil dieses National Forestes.

## Sonstiges

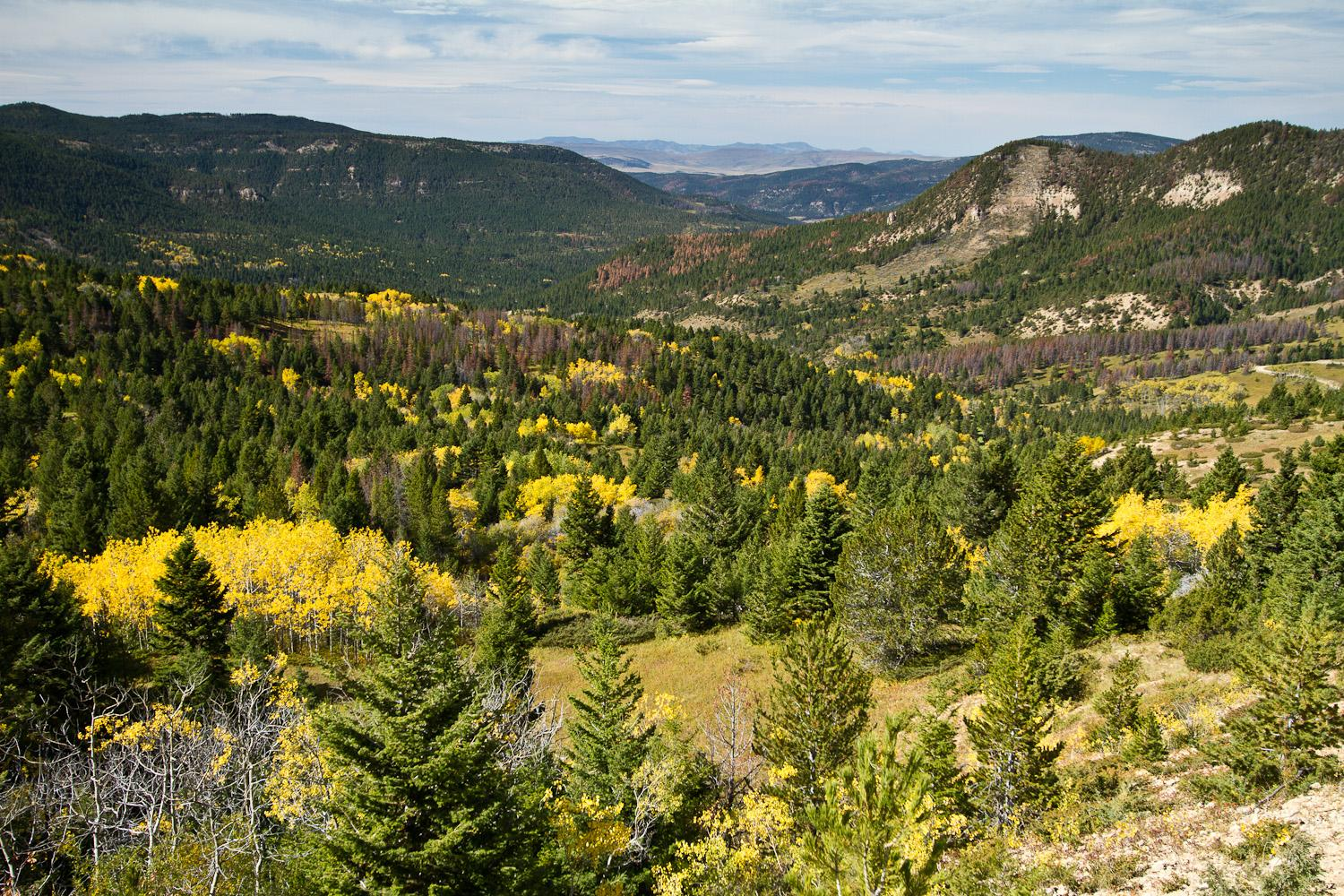
Tenderfoot Creek im Lewis and Clark National Forest

2017 schlug Innenminister Ryan Zinke vor, zu überprüfen ob der Bereich Badgers-Two Medicine, mit einer Flächengröße von 130.000 Acres, auf dem Gebiet vom Lewis and Clark National Forest als National Monument ausgewiesen werden sollte.
Das Gebiet Badger-Two Medicine grenzt an die Blackfeet Reservation und den Glacier National Park. Es ist heiliger Boden für den Blackfeet-Stamm. Ein Vertrag von 1896 gibt den Mitgliedern des Blackfeet-Stammes das Recht, im Gebiet in Übereinstimmung mit den staatlichen Gesetzen zu jagen und zu fischen und Holz für den Hausgebrauch zu schlagen. Die Blackfeet haben um den Schutz von Badger-Two Medicine gekämpft, indem sie das Gebiet straßenfrei hielten und die geplanten Öl- und Gasbohrungen verhinderten. Unterstützt wurden die Blackfeet von Naturschützern, einschließlich des National Trust for Historic Preservation, Outdoor-Sportlern, Viehzüchtern und Geschäftsinhabern.
Ungefähr 93.000 Acres von Badger-Two Medicine sind derzeit im National Register of Historic Places (NRHP) als traditioneller Kulturbezirk anerkannt, aber die Blackfeet und Andere setzen sich weiterhin dafür ein, dass das gesamte Gebiet Badger-Two Medicine als NRHP ausgewiesen wird.